# Joseph Crehan
Joseph Crehan, dit Joe Crehan, est un acteur américain, né le 15 juillet 1883 à Baltimore (Maryland), mort le 15 avril 1966 à Los Angeles — Quartier d'Hollywood (Californie).

## Biographie

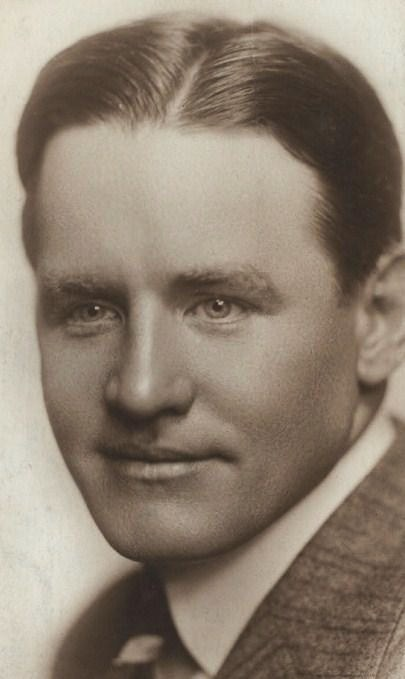
Vers 1920

Joseph Crehan entame sa carrière d'acteur au théâtre et joue notamment à Broadway dans huit pièces, la première en 1914, les suivantes de 1928 à 1933. Citons Those We Love de George Abbott et S. K. Lauren en 1930, avec Helen Flint, Josephine Hull et Percy Kilbride.
Au cinéma, il débute dans Under Two Flags (en) de J. Gordon Edwards (avec Theda Bara et Herbert Heyes), son unique film muet sorti en 1916. Après le passage au parlant, il contribue à trois-cent-trois huit autres films américains (dont des westerns et des serials), comme second rôle de caractère ou dans des petits rôles non crédités. Les deux premiers sortent en 1931, les deux derniers en 1965, année précédant sa mort.
Parmi ses films notables, mentionnons Agent spécial de William Keighley (1935, avec Bette Davis et George Brent), Anthony Adverse de Mervyn LeRoy (1936, avec Fredric March et Olivia de Havilland), Le Dernier Combat de Michael Curtiz (1937, avec Edward G. Robinson et Bette Davis), ou encore Les Mains qui tuent de Robert Siodmak (1944, avec Franchot Tone et Ella Raines).
Fait particulier, en raison de sa ressemblance physique avec Ulysses S. Grant, il le personnifie dans huit films (sortis entre 1939 et 1953), dont Pacific Express de Cecil B. DeMille (le premier en 1939, avec Barbara Stanwyck et Joel McCrea), La Charge fantastique de Raoul Walsh (1941, avec Errol Flynn et Olivia de Haviland), Les Aventures de Mark Twain d'Irving Rapper (1944, avec Fredric March et Alexis Smith) et La Rivière d'argent de Raoul Walsh (1948, avec Errol Flynn et Ann Sheridan).
Pour la télévision, Joseph Crehan participe entre 1949 et 1963 à vingt-six séries, dont The Lone Ranger (quatre épisodes, 1949-1957) et Les Incorruptibles (onze épisodes, 1959-1961). Notons également qu'il reprend une ultime fois le rôle d'Ulysses S. Grant dans un épisode, diffusé en 1958, de Jane Wyman Presents The Fireside Theatre.

## Théâtre à Broadway (intégrale)
- 1914 : Yosemite de Charles A. Taylor : rôle non spécifié
- 1928 : Ringside d'Edward A. Paramore Jr., Hyatt Daab et George Abbott, mise en scène de ce dernier : Sid Durhman
- 1929 : Merry Andrew de Lewis Beach : Rufus Norcross
- 1929 : Sweet Land of Liberty de (et mise en scène par) Philip Dunning : Otis
- 1930 : Those We Love de S. K. Lauren et George Abbott, mise en scène de ce dernier : Daley
- 1932 : Angels Don't Kiss de R.B. Lackey : Tivot
- 1932 : Lilly Turner[1] de (et mise en scène par) Philip Dunning et George Abbott : Dr Hawley
- 1932-1933 : Twentieth Century[2] de Ben Hecht et Charles MacArthur (d'après une pièce de Charles Bruce Millholland), production de Philip Dunning et George Abbott, mise en scène de ce dernier : Le premier détective

## Filmographie partielle

### Cinéma
- 1916 : Under Two Flags de J. Gordon Edwards : Rake
- 1931 : Stolen Heaven de George Abbott : Henry, le majordome de Steve
- 1933 : Female de Michael Curtiz : Le lieutenant de police
- 1933 : Before Midnight de Lambert Hillyer : Capitaine Frank Flynn
- 1934 : New York-Miami (It Happened One Night) de Frank Capra : Un détective
- 1934 : The Hell Cat d'Albert S. Rogell : Capitaine Barnett
- 1934 : Mariage secret (The Secret Bride) de William Dieterle : Un sénateur
- 1934 : La Fine Équipe (6 Day Bike Rider) de Lloyd Bacon : Thompson (non crédité)
- 1935 : Reine de beauté (Page Miss Glory) de Mervyn LeRoy : Le détective en chef
- 1935 : Lampes de Chine (Oil for the Lamps of China) de Mervyn LeRoy : Clements
- 1935 : Bureau des épaves (Stranded) de Frank Borzage : Johnny Quinn
- 1935 : Dans le décor (Bright Lights) de Busby Berkeley : Un employé du bureau de poste
- 1935 : Furie noire (Black Fury) de Michael Curtiz : Farrell
- 1935 : Femmes d'affaires (Traveling Saleslady) de Ray Enright
- 1935 : The Case of the Lucky Legs de Archie Mayo
- 1935 : Casino de Paris (Go Into Your Dance) d'Archie Mayo : H.P. Jackson
- 1935 : The Payoff (en) de Robert Florey : Harvey Morris
- 1935 : Émeutes (Frisco Kid) de Lloyd Bacon : McClanahan
- 1935 : Agent spécial (Special Agent) de William Keighley : Le commissaire de police
- 1935 : Sixième Édition (Front Page Woman) de Michael Curtiz : Spike Kiley
- 1935 : Le Bousilleur (Devil Dogs of the Air) de Lloyd Bacon : le responsable de la communication

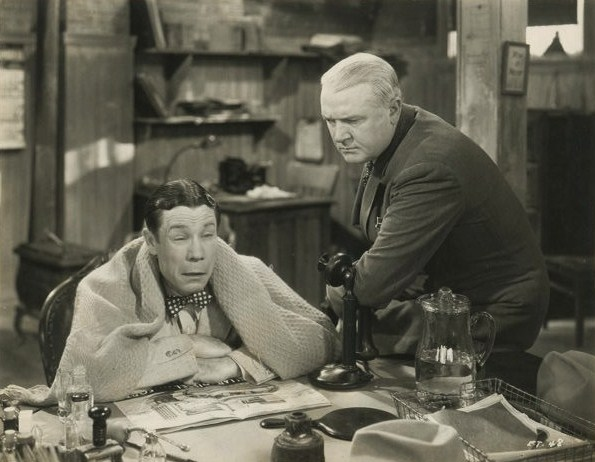
Avec Joe E. Brown (à g.), dans Earthworm Tractors (1936)

- 1936 : Le Grand Barrage (Boulder Dam) de Frank McDonald : Ross
- 1936 : Anthony Adverse de Mervyn LeRoy : Capitaine Elisha Jorham
- 1936 : Courrier de Chine (China Clipper) de Ray Enright : Jim Horn
- 1936 : Guerre au crime (Bullets or Ballots) de William Keighley : Le porte-parole du grand jury
- 1936 : Caïn et Mabel (Cain and Mabel) de Lloyd Bacon : Le manager de Reed
- 1936 : En parade (Gold Diggers of 1937) de Lloyd Bacon et Busby Berkeley : Le président
- 1936 : The Law in Her Hands de William Clemens
- 1936 : Earthworm Tractors de Ray Enright : M. Henderson
- 1937 : La Loi de la forêt (God's Country and the Woman) de William Keighley : Jordan
- 1937 : Outlaws of the Orient d'Ernest B. Schoedsack : Snyder
- 1937 : Les Conquérants de l'Ouest (en) (The Cherokee Strip) de Noel M. Smith : Un officier de l'armée
- 1937 : Smart Blonde de Frank McDonald : « Tiny » Torgenson
- 1937 : Le Rescapé (The Go Getter) de Busby Berkeley : Karl Stone
- 1937 : Le Dernier Round (Kid Galahad) de Michael Curtiz : Brady
- 1937 : The Wrong Road (en) de James Cruze : Le procureur du district
- 1937 : Sa dernière chance (This Is My Affair) de William A. Seiter : Le prêtre
- 1937 : La Grande Ville (Big City) de Frank Borzage : Le détective Curtis
- 1938 : L'Escale du bonheur (Happy Landing) de Roy Del Ruth : Un agent
- 1938 : Le Retour de Billy the Kid (Billy the Kid Returns) de Joseph Kane : Le marshal Dave Conway
- 1938 : La Huitième Femme de Barbe-Bleue (Bluebeard's Eighth Wife) d'Ernst Lubitsch : Un touriste américain
- 1938 : Quatre au paradis (Four's a Crowd) de Michael Curtiz : Le majordome Pierce
- 1938 : Gang Bullets de Lambert Hillyer : Wallace
- 1938 : La Folle Parade (Alexander's Ragtime Band) d'Henry King : Le régisseur
- 1938 : L'Île des angoisses (Gateway) d'Alfred L. Werker : un inspecteur américain à l'immigration
- 1939 : Les Ailes de la flotte (Wings of the Navy) de Lloyd Bacon : Le deuxième docteur
- 1939 : Les Conquérants (Dodge City) de Michael Curtiz : Hammond
- 1939 : Les Fantastiques Années 20 (The Roaring Twenties) de Raoul Walsh : Michaels
- 1939 : Pacific Express (Union Pacific) de Cecil B. DeMille : Ulysses S. Grant
- 1939 : Stanley et Livingstone (Stanley and Livingstone) d'Henry King et Otto Brower : Morehead
- 1939 : Star Reporter d'Howard Bretherton : Le rédacteur en chef Gordon
- 1939 : Chantage (Blackmail) d'H. C. Potter : M. Blaine
- 1939 : Place au rythme (Babes in Arms) de Busby Berkeley : M. Essex
- 1939 : Le Retour du docteur X (The Return of Doctor X) de Vincent Sherman : Le rédacteur en chef
- 1939 : Maisie d'Edwin L. Marin : L'avocat de la défense Wilcox
- 1939 : Le Châtiment (You Can't Get with Murder) de Lewis Seiler : Warden
- 1939 : Geronimo le peau-rouge (Geronimo) de Paul Sloane : Ulysses S. Grant
- 1939 : Hollywood Cavalcade d'Irving Cummings : Un avocat

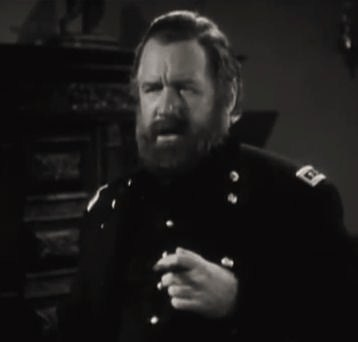
Dans Colorado (1940) : Ulysses S. Grant

- 1939 : En surveillance spéciale (Invisible Stripes de Lloyd Bacon
- 1940 : Musique dans mon cœur (Music in My Heart) de Joseph Santley : Mark C. Gilman
- 1940 : Broadway qui danse (Broadway Melody of 1940) de Norman Taurog : Le directeur de la salle de bal
- 1940 : Destins dans la nuit (The House Across the Bay) d'Archie Mayo : Un agent fédéral
- 1940 : L'Étrange Aventure (Brother Orchid) de Lloyd Bacon : Frère MacEwen
- 1940 : Le Frelon vert (The Green Hornet) de Ford Beebe et Ray Taylor (serial) : Le juge Stanton
- 1940 : Police-secours (Emergency Squad) d'Edward Dmytryk : H. Tyler Joyce
- 1940 : Ville conquise (City of Conquest) d'Anatole Litvak : Le docteur
- 1940 : Gaucho Serenade (en) de Frank McDonald : Edward Martin
- 1940 : Colorado (en) de Joseph Kane : Ulysses S. Grant
- 1941 : Espions volants (Flying Blind) réalisé par Frank McDonald
- 1941 : Les Oubliés (Blossoms in the Dust) de Mervyn LeRoy : Le président du conseil
- 1941 : L'Entraîneuse fatale (Manpower) de Raoul Walsh : Sweeney
- 1941 : Doctors Don't Tell de Jacques Tourneur : Le juge Hoskins
- 1941 : Le Défunt récalcitrant (Here Comes Mr. Jordan) d'Alexander Hall : Un docteur
- 1941 : Texas de George Marshall : Dusty King
- 1941 : La Charge fantastique (They Died with Their Boots On) de Raoul Walsh : Ulysses S. Grant
- 1941 : Nevada City de Joseph Kane : Mark Benton
- 1941 : Folie douce (Love Crazy) de Jack Conway : Le juge
- 1941 : La vie commence pour André Hardy (Life Begins for Andy Hardy) de George B. Seitz : Peter Dugan
- 1942 : André Hardy fait sa cour (The Courtship of Andy Hardy) de George B. Seitz
- 1942 : Girl Trouble d'Harold D. Schuster : Kohn
- 1942 : Gentleman Jim de Raoul Walsh : Duffy
- 1942 : Larceny, Inc. de Lloyd Bacon : Warden
- 1943 : Les Aventures de quatre élèves pilotes (Adventures of the Flying Cadets) de Lewis D. Collins et Ray Taylor (serial) : Colonel George Bolton
- 1943 : Mystery Broadcast de George Sherman
- 1943 : La Cité sans hommes (City Without Men) de Sidney Salkow : Le père Burns
- 1943 : Mission à Moscou (Mission to Moscow) de Michael Curtiz : Un reporter
- 1943 : False Faces de George Sherman
- 1943 : Obsessions (Flesh and Fantasy) de Julien Duvivier : Un détective
- 1944 : Vacances de Noël (Christmas Holiday) de Robert Siodmak : Steve
- 1944 : One Mysterious Night de Budd Boetticher : « Jumbo » Madigan
- 1944 : L'amour est une mélodie (Shine on Harvest Moon) de David Butler : Harry Miller
- 1944 : The Navy Way de William Berke : Chaplin Benson
- 1944 : Les Mains qui tuent (Phantom Lady) de Robert Siodmak : Le détective Tom
- 1944 : Hands Across the Border (en) de Joseph Kane : Jeff « Bet-a-Hundred » Adams
- 1944 : Les Aventures de Mark Twain (The Adventures of Mark Twain) d'Irving Rapper : Le capitaine du bateau / Ulysses S. Grant
- 1944 : Le Juré disparu (The Missing Juror) de Oscar Boetticher Jr. : Willard Apple alias Falstaff

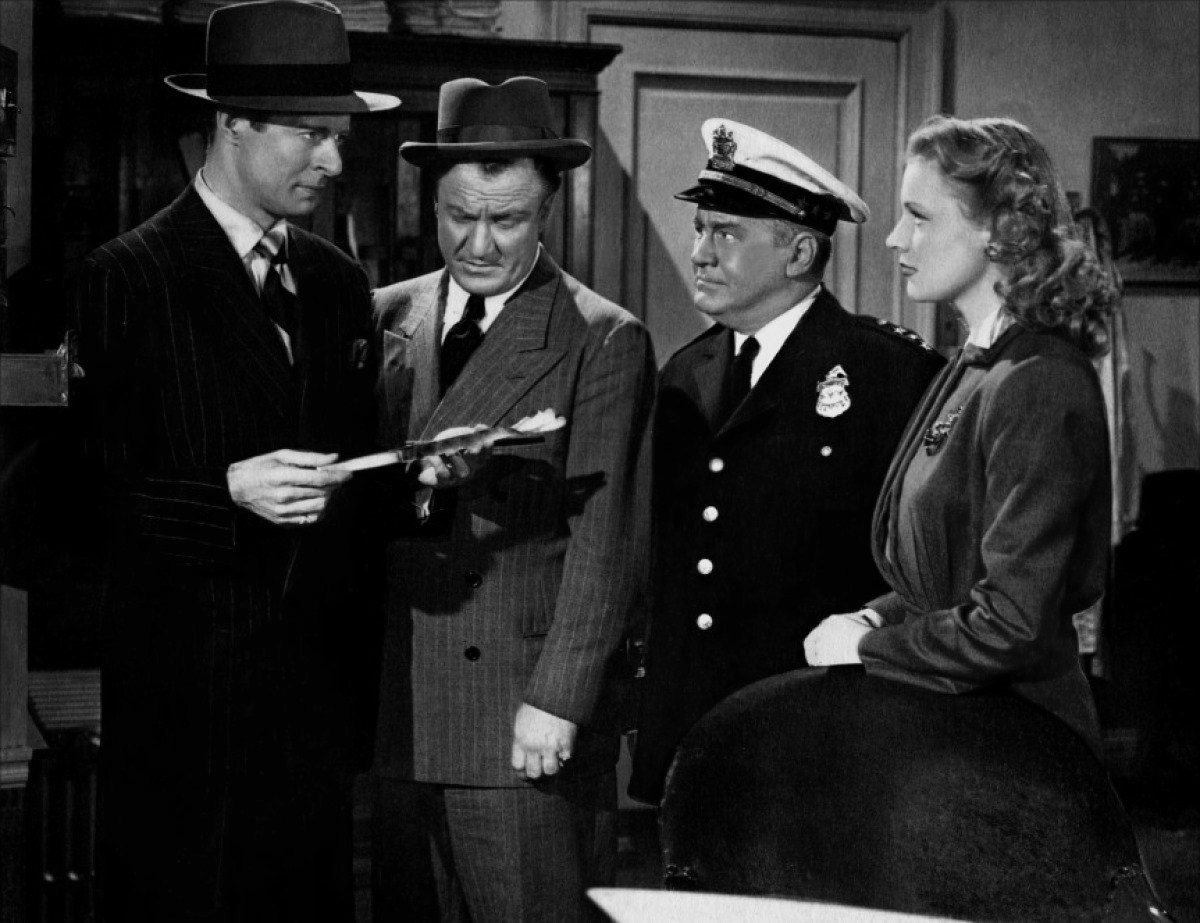
De g. à d. : Morgan Conway, Lyle Latell, Joseph Crehan et Anne Jeffreys, dans Dick Tracy (1945)

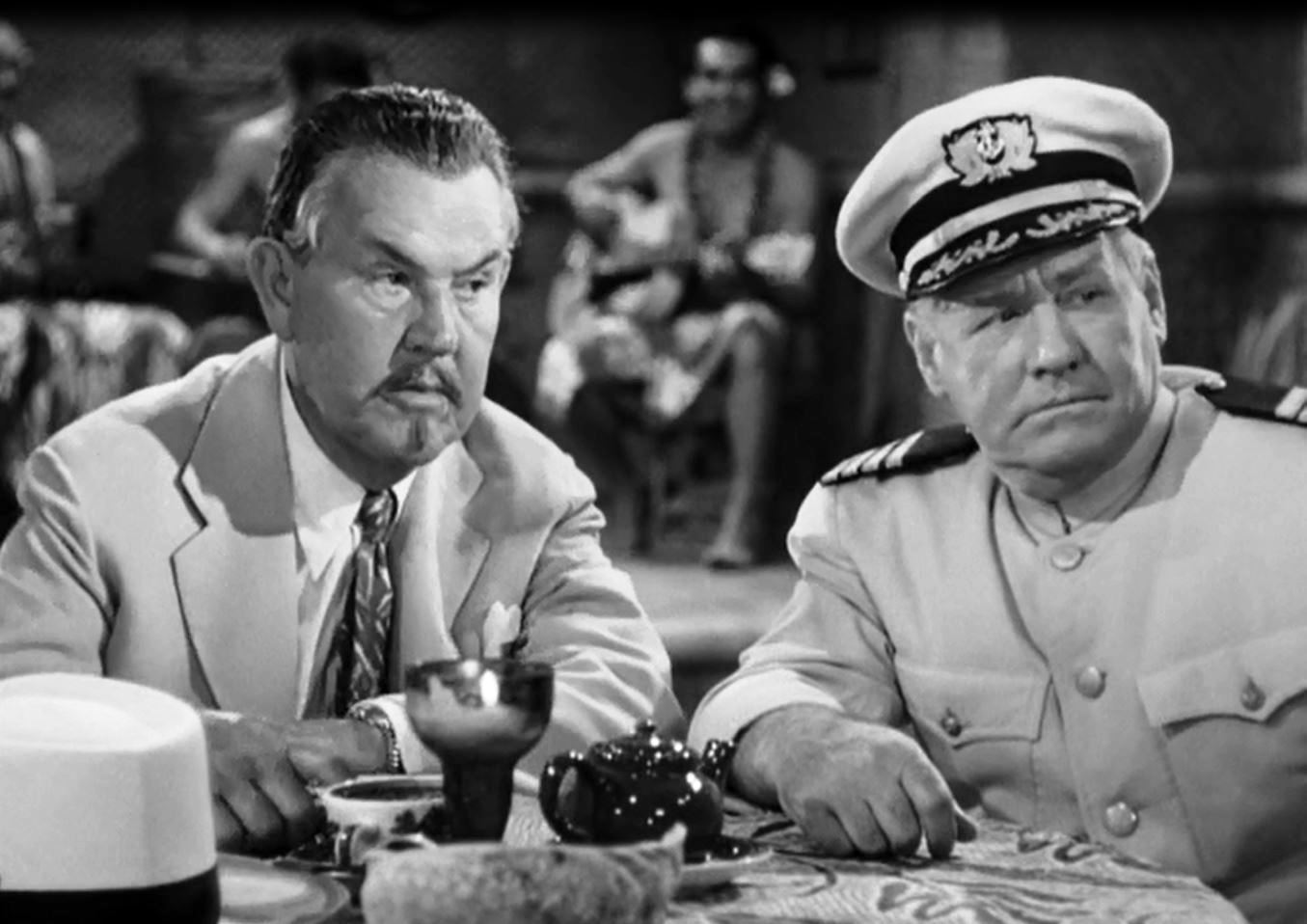
Avec Sidney Toler (à g.), dans Dangerous Money (1946)

- 1945 : L'introuvable rentre chez lui (The Thin Man Goes Home) de Richard Thorpe : Le policier Clancy
- 1945 : Dick Tracy de William Berke : Le chef Brandon
- 1945 : The Royal Mounted Rides Again de Lewis D. Collins et Ray Taylor (serial) : Sergent Nelson
- 1945 : Captain Tugboat Annie de Phil Rosen : Alec Severn
- 1946 : Dangerous Money de Terry O. Morse : Capitaine Black
- 1946 : Ziegfeld Follies de Vincente Minnelli, segment Pay the Two Dollars : Le premier juge
- 1946 : The Shadow Returns de Phil Rosen et William Beaudine : L'inspecteur de police Cardona
- 1946 : L'Ange et le Bandit (Bad Bascomb) de S. Sylvan Simon : Le gouverneur Ames
- 1946 : Strange Journey de James Tinling : Thompson
- 1946 : Dick Tracy contre Cueball (Dick Tracy vs. Cueball) de Gordon Douglas : Le chef Brandon
- 1946 : Les Héros dans l'ombre (O.S.S.) d'Irving Pichel : Général Donovan
- 1946 : Le Grand Sommeil (The Big Sleep) d'Howard Hawks : Un médecin-légiste
- 1946 : L'Impératrice magnifique (Magnificent Doll) de Frank Borzage : Williams
- 1947 : Dick Tracy contre le gang (Dick Tracy Meets Gruesome) de John Rawlins : Le chef Brandon
- 1947 : Le Maître de la prairie (The Sea of Grass) d'Elia Kazan : Le sénateur Grew
- 1947 : Monsieur Verdoux de Charlie Chaplin : Un courtier
- 1947 : Louisiana de Phil Karlson : Neilson
- 1947 : La Fière Créole (The Foxes of Harrow) de John M. Stahl : Le capitaine du bateau
- 1947 : Mac Coy aux poings d'or (Killer McCoy) de Roy Rowland : George James
- 1948 : L'Emprise (The Hunted) de Jack Bernhard : Le capitaine de police
- 1948 : Because of Eve d'Howard Bretherton : Dr West
- 1948 : Sundown in Santa Fe de R. G. Springsteen : Major Larkin
- 1948 : La Rivière d'argent (Silver River) de Raoul Walsh : Ulysses S. Grant
- 1948 : Night Time in Nevada de William Witney : L'ingénieur Casey
- 1948 : La Comtesse de Monte-Cristo (en) (The Countess of Monte Cristo) de Frederick De Cordova : Joe
- 1949 : Red Desert de Ford Beebe : Ulysses S. Grant
- 1949 : J'ai épousé un hors-la-loi (Bad Men of Tombstone) de Kurt Neumann : Le superintendant de la mine
- 1949 : State Department : File 649 de Sam Newfield : Le représentant du gouvernement
- 1949 : Malaya de Richard Thorpe : L'homme d'affaires à la pipe
- 1949 : Le Dernier Bandit (The Last Bandit) de Joseph Kane : Ingénieur de la section locale n ° 44
- 1950 : The Arizona Cowboy (en) de R. G. Springsteen : Colonel Jefferson
- 1950 : L'Engin fantastique (The Flying Missile) d'Henry Levin : Le contre-amiral
- 1950 : Kill the Umpire de Lloyd Bacon : le manager Tom Dugan (non crédité)
- 1951 : The Pride of Maryland de Philip Ford : M. Herndon
- 1952 : Bas les masques (Deadline U.S.A.) de Richard Brooks : Un rédacteur
- 1953 : Les Rebelles de San Antone (en) (San Antone) de Joseph Kane : Ulysses S. Grant
- 1953 : Crazylegs de Francis D. Lyon : Hank Hatch
- 1954 : La Tueuse de Las Vegas (Highway Dragnet) de Nathan Juran : Un officier d'inspection
- 1955 : The Twinkle in God's Eye de George Blair : Un docteur
- 1961 : Jugement à Nuremberg (Judgment at Nuremberg) de Stanley Kramer : Un spectateur du tribunal au verdict

### Séries télévisées
- 1949-1957 : The Lone Ranger
  - Saison 1, épisode 5 Rustler's Hideout (1949 - Tom Patrick) et épisode 30 Never Say Die (1950 - Warden Sears) de George Archainbaud
  - Saison 4, épisode 28 Sunstroke Mesa (1955) d'Oscar Rudolph : Walter Crofts
  - Saison 5, épisode 17 Outlaw Masquerade (1957) d'Earl Bellamy : Le gouverneur
- 1957-1963 : Perry Mason, première série
  - Saison 1, épisode 4 The Case of the Drowning Duck (1957) de William D. Russell : Un spectateur du tribunal
  - Saison 3, épisode 24 The Case of the Ominous Outcast (1960) d'Arthur Hiller : Un employé du tribunal
  - Saison 6, épisode 24 The Case of the Elusive Element (1963) d'Harmon Jones : Un spectateur du tribunal
- 1959-1961 : Les Incorruptibles (The Untouchables)
  - Saison 1, épisode 9 Le Roi de l'artichaut (The Artichoke King, 1959 - Un invité du banquet), épisode 11 Le Scandaleux Verdict (The Dutch Schultz Story, 1959 - Le procureur général) de Jerry Hopper, épisode 13 Réseau clandestin (The Underground Railway, 1959 - Le propriétaire de l'hôtel) de Walter Grauman, épisode 14 L'Antre du crime (Syndicate Sanctuary, 1960 - Un officier de police), épisode 17 Guerre des gangs à Saint-Louis (The St. Louis Story, 1960 - Un officier de police) et épisode 24 Trois milliers de suspects (Three Thousand Suspects, 1960 - Le docteur de la prison)
  - Saison 2, épisode 4 L'Histoire de Waxey Gordon (The Waxey Gordon Story, 1960 - Le commissaire à l'incendie), épisode 10 L'Histoire d'Otto Frick (The Otto Frick Story, 1960 - l'avocat de Boll), épisode 11 Fille de gangster (The Tommy Karpeles Story, 1960 - Le juge) de Stuart Rosenberg et épisode 21 L'Histoire de Lily Dallas (The Lily Dallas Story, 1961 - Un passant) de Don Medford
  - Saison 3, épisode 2 Le Cartel du crime (Power Play, 1961) de Paul Wendkos : Un officiel à la table
- 1961 : Bat Masterson
  - Saison 3, épisode 18 The Prescott Campaign : Thomas Bolland